# آل نری
آل (آلبرت) نری ، شخصیتی خیالی است که در رمان پدرخوانده و سه‌گانه فیلمهای ساخته شده توسط کارگردان فرانسیس فورد کوپولا و نویسنده رمان ماریو پوزو ظاهر می‌شود. در هر سه فیلم، نقش آل نری توسط ریچارد برایت به تصویر کشیده شده‌است. او به عنوان مجری شخصی، محافظ و قاتل مایکل کورلئونه فعالیت می‌کند.

## در رمان
در رمان پدرخوانده، نری کار خود را به عنوان یک افسر پلیس شهر نیویورک آغاز می‌کند، جایی که به دلیل خلق و خوی تند و قدرت بدنی شهرت می‌یابد. او اغلب با چراغ قوه بزرگ گشت می‌زند، که از آن برای حمله به جوانان ایتالیایی که با باندها می‌دوند یا شیشه جلو اتومبیل‌های دیپلمات‌هایی را که قوانین رانندگی یا پارکینگ را نادیده می‌گیرند، برخورد می‌کند. پس از ترک همسرش، نری با شکستن جمجمه با چراغ قوه، یک فروشنده مواد مخدر و دلال را می‌کشد و به جرم قتل غیرقانونی محکوم می‌شود.